# La Tinaja, San Luis de la Paz
La Tinaja är en ort i Mexiko.   Den ligger i kommunen San Luis de la Paz och delstaten Guanajuato, i den centrala delen av landet, 250 km nordväst om huvudstaden Mexico City. La Tinaja ligger 1 992 meter över havet och antalet invånare är 141.
Terrängen runt La Tinaja är platt åt nordväst, men åt sydost är den kuperad. Runt La Tinaja är det ganska tätbefolkat, med 52 invånare per kvadratkilometer. Närmaste större samhälle är San Luis de la Paz, 8,0 km nordost om La Tinaja. Trakten runt La Tinaja består till största delen av jordbruksmark.